# V501 Возничего
V501 Возничего (лат. V501 Aurigae), HD 282600 — двойная звезда в созвездии Возничего на расстоянии приблизительно 3489 световых лет (около 1069 парсеков) от Солнца. Видимая звёздная величина звезды — от +10,83m до +10,59m. Орбитальный период — около 68,833 суток. Возраст звезды определён как около 177,83 млн лет.

## Характеристики
Первый компонент — оранжевый гигант, эруптивная переменная звезда типа T Тельца (IT:) спектрального класса K2 или K0. Масса — около 4 солнечных, радиус — около 28,09 солнечных, светимость — около 163,43 солнечных. Эффективная температура — около 3894 K.
Второй компонент — белая звезда спектрального класса A. Масса — в среднем около 1,965 солнечной, радиус — в среднем около 1,7 солнечного, светимость — в среднем около 19,8 солнечных. Эффективная температура — в среднем около 8875 K.